# Benoistia orientalis
Benoistia orientalis är en törelväxtart som beskrevs av Radcl.-sm.. Benoistia orientalis ingår i släktet Benoistia och familjen törelväxter. Inga underarter finns listade i Catalogue of Life.